# Lactovegetarianismo

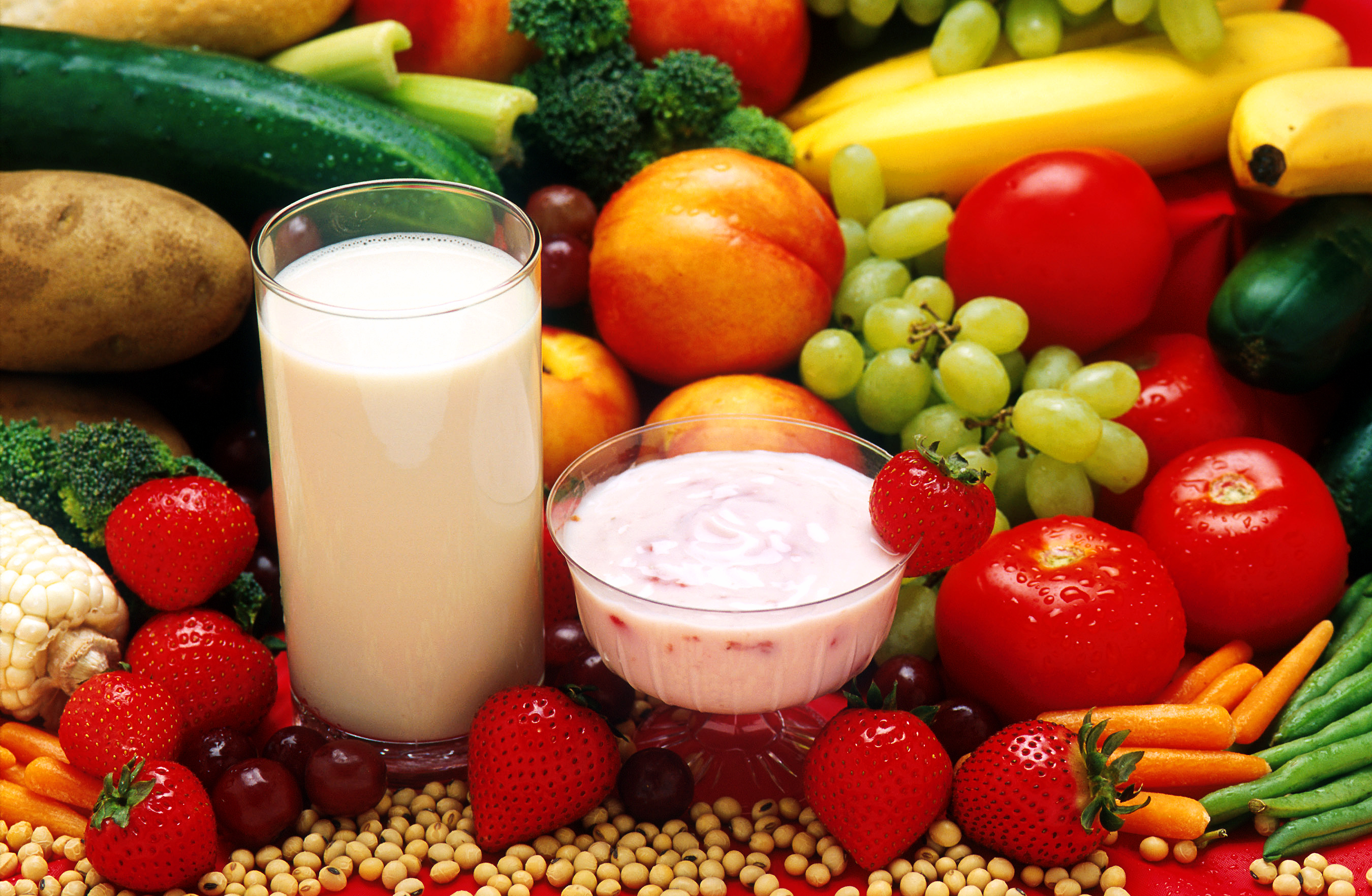
Alimentos lactovegetarianos.

El lactovegetarianismo es una dieta vegetariana que además de excluir la carne y el pescado, excluye los huevos, pero a diferencia de dietas más restrictivas como el veganismo, incluye productos lácteos —es decir leche y sus derivados, como el queso y la mantequilla— además de los alimentos vegetales como cereales, legumbres, setas, frutas, verduras, etc.
La mayoría de vegetarianos de la India y aquellos provenientes del Mediterráneo (como los pitagóricos) son en efecto lactovegetarianos siendo estos los primeros vegetarianos en aparecer y crear esta dieta de la cual derivan las demás dietas vegetarianas. Esta dieta es popular entre muchos seguidores de tradiciones religiosas, tales como los jainistas, hinduistas y budistas. También ha sido popularizada internacionalmente desde los años 60 por la Asociación Internacional para la Conciencia de Krishna. Según ciertas fuentes, la proporción más grande de lactovegetarianos está en la India y en la zona este mediterránea.
Muchos quesos no son para vegetarianos, ya que se cuajan con los estómagos de animales. El lactovegetarianismo es perfectamente practicable por pueblos europeos o de la cuenca del Mediterráneo y algunos del Asia Central pero pueblos genéticamente indoamericanos y melanoafricanos suelen ser alérgicos a los productos lácteos.